# Moltkestraße 10 (Gütersloh)

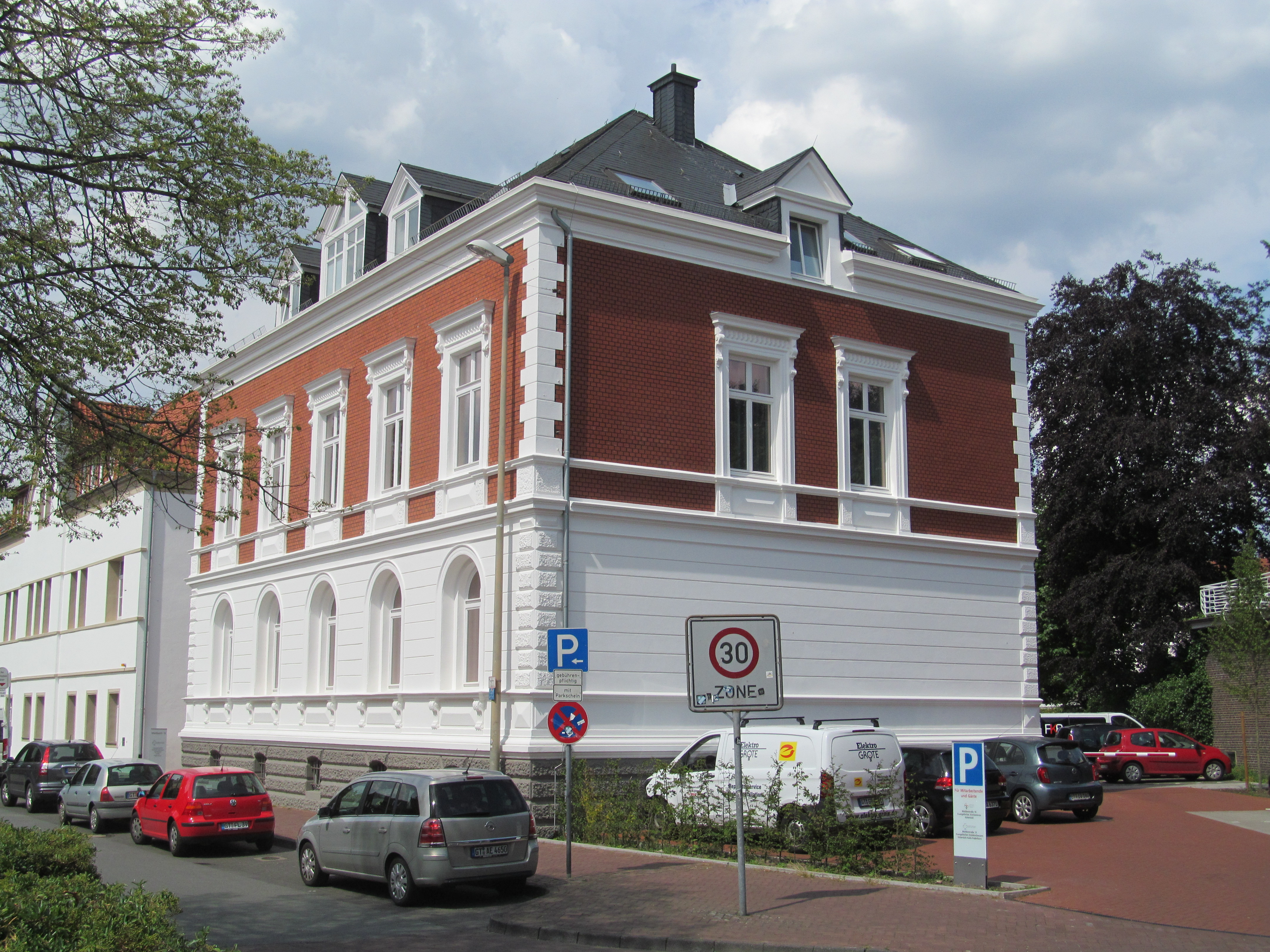
Moltkestraße 10, Gütersloh (2019)

Die Moltkestraße 10 ist ein Baudenkmal im historischen Stadtkern von Gütersloh. Das Gebäude wurde 1892/93 als Nebenstelle der Deutschen Reichsbank errichtet und später von der Landeszentralbank Nordrhein-Westfalen genutzt. Von 1985 bis 1990 im Besitz der Bertelsmann Stiftung, wird das Gebäude bis heute durch den Evangelischen Kirchenkreis Gütersloh genutzt.

## Geschichte

### 19. Jahrhundert
Die Inbetriebnahme der Köln-Mindener Eisenbahn hatte positive Auswirkungen auf die Wirtschaft Ostwestfalens. In den Städten und Gemeinden entlang der Strecke entstanden zahlreiche Betriebe, die teilweise bis heute bestehen. Um die Geschäfte finanziell abzusichern, forderten Gütersloher Fabrikanten in den 1880er-Jahren zusätzlich die Errichtung einer Nebenstelle der Reichsbank.
Für die Nebenstelle der Reichsbank war zunächst der Kauf zweier bestehender Gebäude im Gespräch. Später entschied man sich für einen Neubau. Die Stadtverordnetenversammlung stimmte 1892 schließlich dem Erwerb zweier Parzellen an der ehemaligen Präckerstraße (heute Moltkestraße) zu. Diese befanden sich zuvor im Besitz der Witwe Wilhelm Schlupmanns. Der Vertrag zwischen dem Magistrat der Stadt Gütersloh und der Reichsbank über die Baumaßnahmen wurde im August des Jahres unterzeichnet.
Die Bauarbeiten führte Privatbaumeister Bärtels aus Bielefeld durch. Die Errichtung des Gebäudes dauerte bis Oktober 1893 und kostete 37.520,37 Mark. Vor Eröffnung der neuen Nebenstelle hatte die Reichsbank den Geschäftsbetrieb in einer provisorischen Unterkunft in der Chausseestraße (heute Unter den Ulmen) aufgenommen.

### 20. Jahrhundert
In den Jahren 1923/24 kam es zu größeren Umbauten des Objekts. Nach dem Ende des Zweiten Weltkriegs nutzte die Landeszentralbank Nordrhein-Westfalen das Gebäude ebenfalls als Bankhaus. In den 1970er und 1980er Jahren wurde es aber zunehmend zu klein und entsprach nicht mehr den modernen Erfordernissen. Daher stellte Landeszentralbank das Gebäude zum Verkauf und zog in einen Neubau an der Bismarckstraße bzw. Hohenzollernstraße.
1982 beabsichtigte die Stadt Gütersloh, das Haus unter Denkmalschutz zu stellen. Nach einem Einspruch der Landeszentralbank wurde letztlich die Fassade geschützt, da das Innere aufgrund der Umbauten in den 1950er Jahren nicht erhaltenswert erschien.
Ende 1985 erwarb die Bertelsmann Stiftung das Gebäude an der Moltkestraße 10. Unter Erhalt der repräsentativen Fassaden fanden erneut umfangreiche Umbauarbeiten im Inneren statt. Mit dem Auf- und Ausbau der Stiftungsarbeit unter Hans-Dieter Weger wurde das Haus aber ebenfalls zu klein. Die Bertelsmann Stiftung errichtete daher einen Neubau an der Carl-Bertelsmann-Straße, wo auch der Konzern seine Hauptverwaltung hat. Die Moltkestraße 10 wurde 1990 an die Evangelische Kirche verkauft. Der Kirchenkreis nutzt das Gebäude bis heute, zeitweise waren Flächen an die Volksbank Bielefeld-Gütersloh vermietet.

## Beschreibung
Das Grundstück der Moltkestraße 10 ist rund 1022 m2 groß. Davon wurden rund 349 m2 überbaut. Das Gebäude selbst wurde in massiver Bauweise errichtet (Ziegelmauerwerk auf Betonfundament). Es besteht aus einem Keller-/Untergeschoss, einem Erdgeschoss, einem Obergeschoss und einem Dachgeschoss. Die Geschossdecken sind im Keller-/Untergeschoss als massive Kappendecken ausgeführt und im Erd-/Obergeschoss als Holzbalken mit Dielen. Das Dach ist eine Schieferdeckung auf Holzkonstruktion.
Die Nutzflächen des Keller-/Untergeschosses, des Erdgeschosses und Obergeschosses belaufen sich auf jeweils ca. 250 m2. Das Dachgeschoss teilt sich in einen ausgebauten (unter 100 m2) und einen nicht ausgebauten Teil. Ein in den 1950er Jahren als Wohnung errichteter Anbau ist nicht mehr vorhanden, die Fläche wird heute als Parkplatz genutzt.